# Jim Les
James « Jim » Allen Les, né le 18 août 1963 à Niles dans l'Illinois, est un ancien joueur américain et actuellement entraineur de basket-ball. Il fut sélectionné au 3e tour de la draft 1986 à sa sortie de l'université Bradley.

## Biographie
Les commença sa carrière universitaire à l'université d'État de Cleveland, mais fut transféré à l'issue de la saison 1981–1982 à Bradley. Lorsqu'il quitta l'université en 1986, il avait totalisé le plus grand nombre de passes décisives dans l'histoire de la NCAA.
Meneur de jeu d'1,80 m, Les joua sept saisons en NBA, de 1988 à 1995 pour quatre franchises. Sa meilleure saison eut lieu en 1990-1991 avec les Kings de Sacramento, avec des statistiques de 7,2 points, 5,4 passes décisives, 1,04 interceptions et 44,4 % de réussite aux tirs, tout en étant le joueur le plus adroit de la ligue à trois points (46,1 %). L'année suivante, il arriva en finale face à Craig Hodges au Three-point Shootout.
À l'issue de sa carrière NBA, Les devint entraîneur assistant durant trois ans de l'équipe WNBA des Monarchs de Sacramento.  En 2003, il s'engagea en tant qu'entraîneur pour son ancienne université, à Bradley. Les Braves de Bradley se qualifièrent pour le Sweet Sixteen du tournoi NCAA en 2006. L'année suivante, les Braves se participèrent au NIT. En 2008, les Braves participèrent à leur 3e tournoi d'après saison consécutif en étant invité au premier College Basketball Invitational. Les Braves se qualifièrent pour la finale du « CBI », s'inclinant deux matchs à un face à Tulsa.
Son frère Tom joua pour les Braves de Bradley de 1972 à 1975 et est le meilleur passeur de l'histoire de l'école.